# Iglesia de Santa María Succurre Miseris ai Vergini
La iglesia de Santa Maria Succurre Miseris es una de las iglesias de Nápoles situada en via Vergini.

## Historia y descripción
Fundada en el siglo XIV con el nombre de Sant'Antonio, quedó sepultada por las inundaciones que azotaban con frecuencia la zona de Vergini. En el interior de la iglesia medieval hay frescos de los siglos XIV y XV.
Fue sede de la Archicofradía de las SS. Sacramento de San Eligio el Mayor, como todavía se puede leer en la puerta de entrada. La iglesia que domina la medieval data del siglo XVIII y está formada por una bella planta central, obra de Ferdinando Sanfelice. La fachada se caracteriza por una fuerte tendencia plástica que subraya el eje central del edificio.
Tras décadas de cierre, reabrió sus puertas al culto en febrero de 2014.
Las pinturas que contenía se exhiben en el Museo Diocesano.